# جورجيو أورسي
جورجيو أورسي (بالإيطالية: Giorgio Ursi)‏ مواليد 1 سبتمبر 1943 في إيطاليا - الوفاة 8 أكتوبر 1982 في ترييستي، كان دراج إيطالي. سبق أن شارك في دورة الألعاب الأولمبية الصيفية وفاز بميدالية أولمبية.

## الميداليات
| الميدالية | المسابقة                       |
| --------- | ------------------------------ |
| فضية      | الألعاب الأولمبية الصيفية 1964 |

## روابط خارجية
- جورجيو أورسي على موقع أرشيف الدراجات (الإنجليزية)
- جورجيو أورسي على موقع CycleBase (الإنجليزية)
- جورجيو أورسي على موقع أوليمبيديا (الإنجليزية)
- جورجيو أورسي على موقع اللجنة الأولمبية الإيطالية (الإيطالية)